# Чудомир Драгнев
Чудомир Драгнев е български скулптор, творящ в направлението стиймпънк. Основател е на творческата работилница Looneytools в пространството Culture Lab. Известен е с художествената обработка на метал, като бива наричан „българският Франкенщайн“.

## Биография
Роден е през 1983 г. Учил е маркетинг и мениджмънт, както и биология и химия. Прекарва няколко години в сферата на праховото боядисване, като тогава се запознава с метала и става самоук артист.
През 2013 г. създава студиото Looneytools. Заедно с още няколко ателиета формират сдружението Culture Lab на територията на бившата стокова борса „Зимница“ в София. В Looneytools обучава начинаещи артисти, участва в редица изложби и фестивали в България и чужбина. През 2017 г. творчеството му е забелязано от New York Times в статия за софийската арт култура.
Част е от изграждането на най-големия закрит скейт парк в България заедно с екипа на Five High.
Най-популярните творби на Чудомир Драгнев са роботите от серията „Уондърите“, като първите от тях са изработени за изложбата „Самозванци“. През 2022 г. излиза книгата „Чудният нов свят“ от Марин Трошанов, в която герои са именно уондърите. Илюстрациите са на аниматора Николай Михайлов.